# Валенса (микрорегион)

Валенса на карте.

Валенса (порт. Microrregião de Valença) — микрорегион в Бразилии, входит в штат Баия. Население составляет 263 185 человек (на 2010 год). Площадь — 5763,405 км². Плотность населения — 45,66 чел./км².

## Демография
Согласно сведениям, собранным в ходе переписи 2010 г. Национальным институтом географии и статистики (IBGE), население микрорегиона составляет:						
| Полное население                             | Полное население                             | Полное население                             | Полное население                             | 263 185 |
| -------------------------------------------- | -------------------------------------------- | -------------------------------------------- | -------------------------------------------- | ------- |
| в том числе:                                 | Городское население                          | 140 309                                      | Процент городского населения, %              | 53,31   |
|                                              | Сельское население                           | 122 876                                      | Процент сельского населения, %               | 46,69   |
|                                              | Мужское население                            | 133 233                                      | Процент мужского населения, %                | 50,62   |
|                                              | Женское население                            | 129 952                                      | Процент женского населения, %                | 49,38   |
| Плотность населения, чел/км²                 | Плотность населения, чел/км²                 | Плотность населения, чел/км²                 | Плотность населения, чел/км²                 | 45,66   |
| Население микрорегиона в % к населению штата | Население микрорегиона в % к населению штата | Население микрорегиона в % к населению штата | Население микрорегиона в % к населению штата | 1,88    |

Часть мезорегиона Юг штата Баия. Население составляет 243 054 человека на 2005 год. Занимает площадь 5668,103 км². Плотность населения — 42,9 чел./км².

## Статистика
- Валовой внутренний продукт на 2003 год составляет 628 722 589,00 реалов (данные: Бразильский институт географии и статистики).
- Валовой внутренний продукт на душу населения на 2003 год составляет 2613,30 реалов (данные: Бразильский институт географии и статистики).
- Индекс развития человеческого потенциала на 2000 год составляет 0,632 (данные: Программа развития ООН).

## Состав микрорегиона
В составе микрорегиона включены следующие муниципалитеты:
1. Кайру
2. Камаму
3. Играпиуна
4. Итубера
5. Марау
6. Нилу-Песанья
7. Пираи-ду-Норти
8. Президенти-Танкреду-Невис
9. Тапероа
10. Валенса